# Pierre Bertrand (ministre)
Pour les articles homonymes, voir Pierre Bertrand et Bertrand.
Pierre  Bertrand, époux de Paulette Faggianelli, né à Liège le 6 juillet 1926 et y décédé le 11 août 2014,  est un homme politique belge et un militant wallon au sein du Rassemblement wallon.

## Biographie
Docteur en droit et avocat il fut également membre du Mouvement populaire wallon et quitta le PSB. Il siégea à la Chambre (1968-1974)  et au Sénat  (1974-1981) et y représenta l'arrondissement administratif de Liège comme membre du Rassemblement wallon. Il fut également Ministre (adjoint) des affaires économiques (1976-1977) échevin de Liège (1983-1988). Après la disparition du Rassemblement wallon au Parlement, il rejoint le PS.